# Louis de Leuw

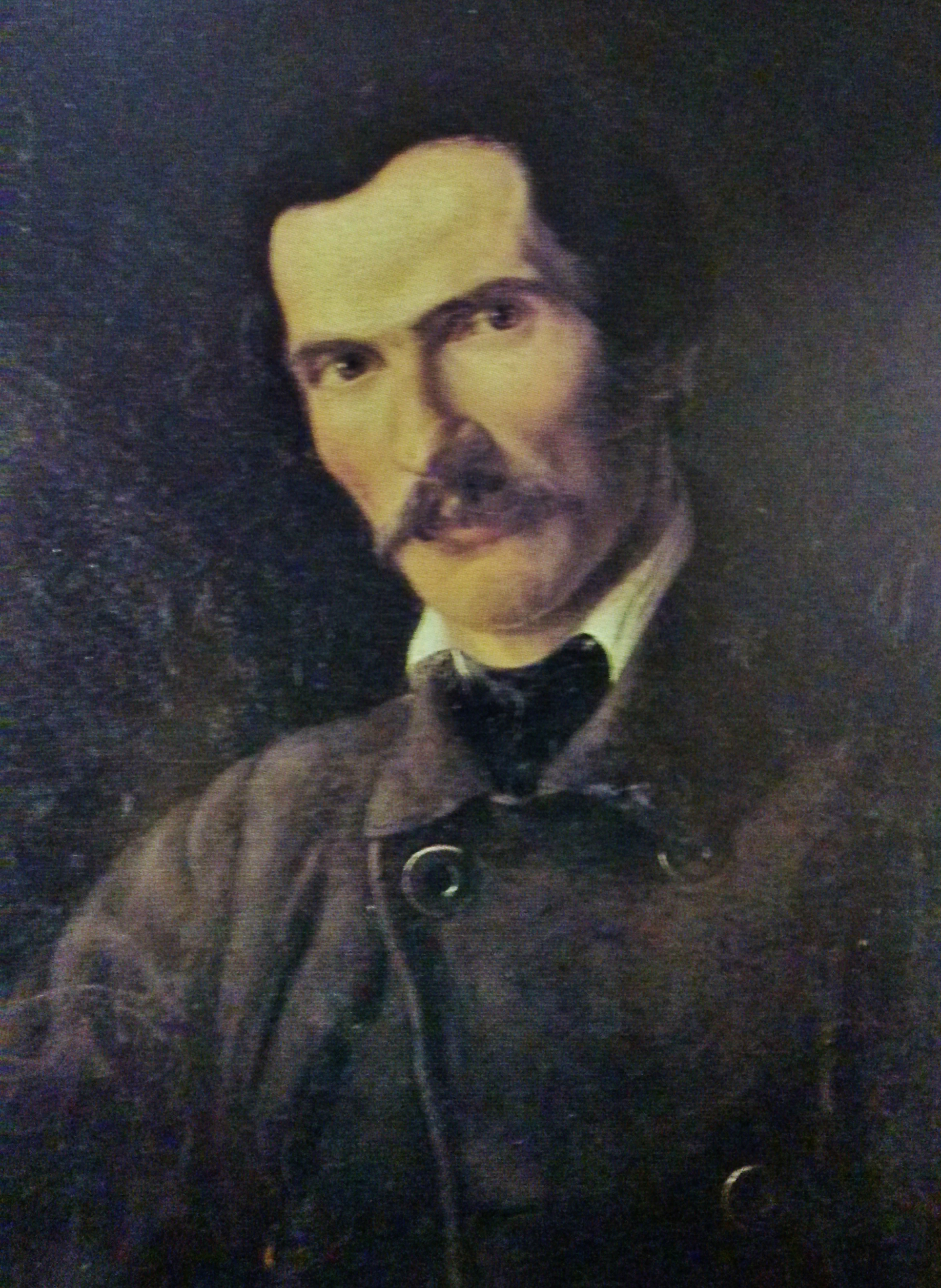
Louis de Leuw gemalt von F. A. de Leuw (1857/58)

Louis de Leuw (* 21. Januar 1819 in Gräfrath; † 2. Juni 1858 ebenda) war ein deutscher Mediziner. Er war ein Vertreter des aufgeklärten, den Idealen der französischen Revolution verpflichteten Bildungsbürgertums, das nicht mehr in den Beamtenstatus eines Landesherrn strebte, sondern wie Rudolf Virchow, mit dem er zeitgleich Medizin in Berlin studiert hatte, „der natürliche Anwalt der Armen“ war.

## Werdegang
Louis de Leuw war der zweite von vier Söhnen des Augenarztes Friedrich Hermann de Leuw, der im 19. Jahrhundert viele Patienten aus Europa und Übersee nach Gräfrath am nördlichen Rand von Solingen zog. Die gelegentliche Eindeutschung seines Namens zu Ludwig entspricht nicht der Geburtsurkunde, sondern ist der damaligen Frankophobie geschuldet. Die Schriftstellerin Maria Lenzen, geb. Sebregondi, war seine Cousine über die Großmutter väterlicherseits (Anna Maria Claaßen, die mit Arnold Sebregondi den Sohn Rutger hatte). Über seine Mutter, Johanna Maria Herder, war er mit der Solinger Fabrikantenfamilie Abraham Herder verwandt.
In der Volksschule in Gräfrath wurde er zunächst von Lehrer Korholt sowie im Gymnasialstoff von Pfarrern unterrichtet. Ab 1835 besuchte er das katholische Gymnasium in Köln (heute: Dreikönigsgymnasium), wechselte 1836 auf das Gymnasium in Elberfeld, das er im Oktober 1837 ebenfalls verließ, wobei ihm zwar ein löbliches Streben, die früheren bedeutenden Lücken auszufüllen, bescheinigt wurde, was innerhalb des Jahres aber nicht ganz gelang. Die nächsten zwei Jahre arbeitete er in der Landwirtschaft auf Gut Grünewald und wechselte ab Oktober 1839 auf das Friedrich-Wilhelm-Gymnasium in Köln, dessen Lehrer Peter Hoß er später für seine Menschlichkeit und Ehrwürdigkeit dankte. Hauptfach war Latein, weitere Fremdsprachen waren Griechisch, Französisch und Hebräisch. Englisch wurde nicht unterrichtet.

Ab dem Wintersemester 1841 studierte er an der Universität Berlin Medizin, unter anderem Physiologie, Anatomie und Chirurgie bei Robert Friedrich Froriep und Johannes  Müller. Er promovierte bei Carl Wilhelm Ulrich Wagner und Johann Christian Jüngken, beide unter anderem Augenärzte (Ophthalmologen). Seine Dissertation wollte er zunächst in der Augenheilkunde schreiben, wechselte auf Anraten seines Vaters aber zur Zungenvergrößerung (Makroglossie). Darin brachte er am Ende den Fall eines 21-jährigen Mädchens vor, deren überlange Zunge sein Vater, Friedrich Hermann de Leuw, unter Zuhilfenahme eines selbstersonnenen Apparats abgeschnitten hatte. Eine Zeichnung der Kranken vor ihrer Operation und auch der verwendeten Geräte steuerte sein Bruder, der Maler Friedrich August de Leuw, bei. Die Inaugural-Disputation fand am 28. Juni 1845 statt. Sein Abgangszeugnis datiert vom 17. Juli 1845. 

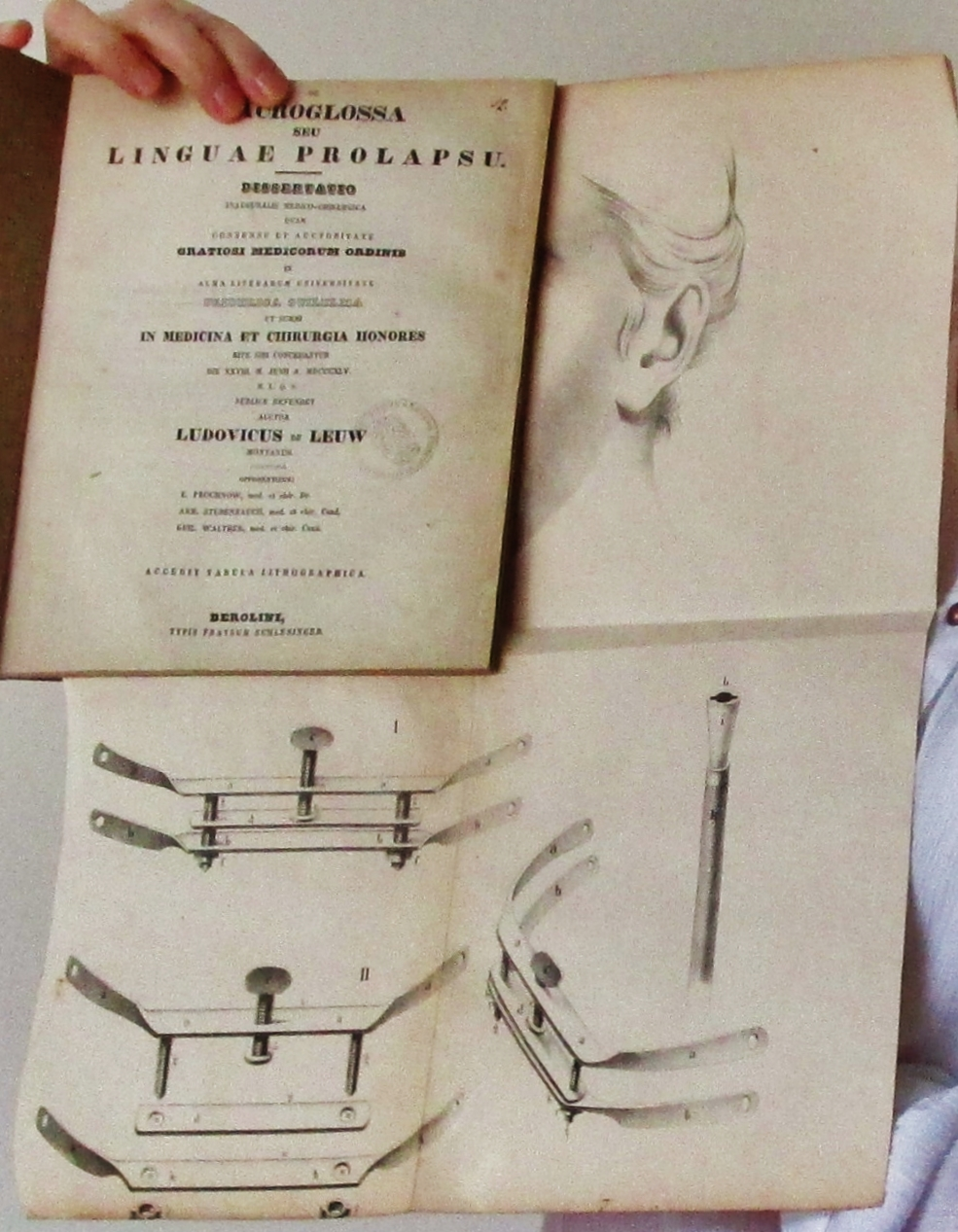
Dissertationsschrift Louis de Leuw, Berlin 1845

## Wirken
In Gräfrath arbeitete de Leuw ab April 1846 als Arzt der inneren Medizin und Wundarzt zunächst in der Praxis des Vaters und betreute die Kranken im Armenhaus. 1847 und 1848 publizierte er eigene Fälle aus der Augenheilkunde, die in die „Jahresberichte über die Fortschritte der gesamten Medizin in allen Ländern“ übernommen wurden (Trichosis bulbi, Trichosis carunculae lacrymalis, Strabismus convergens, doppelte Pupille, Versteinerung der Linse und ihrer Kapsel). Ab 1848 war er Mitglied der Sanitätskommission (zuständig u. a. für die Seuchenbekämpfung), „Assistenzarzt der Augenheilanstalt“ des Vaters und Arzt der „Handwerksgesellen Krankenauflage“ (einer Art Versicherung). Ebenfalls 1848 erhielt er eine Prämie von fünf Thaler für die Wiederbelebung einer „Leiche“. 1849 bezog er als einer von wenigen Medizinern die Vereinszeitung des norddeutschen Apothekerverbands.
Das auffällige Schweigen der de Leuws zu den Ereignissen der Bürgerlichen Revolution 1848/49 ist auf die intensiven Beziehungen des Vaters zum hannoveranischen König Ernst-August (Verleihung des Ritterkreuz des Guelphen-Ordens am 15. August 1849, Trageerlaubnis des Preußischen Königs am 26. September 1849) zurückzuführen. Gräfrath war von den Unruhen aber nur am 10. Mai 1849 betroffen, als ein Mob unter Führung des Solingers Wilhelm Jellinghaus das Zeughaus stürmte und mit den Gewehren nach Elberfeld zog.
Ab 1853 übernahm de Leuw die Aufgabe als konzessionierter dirigierender Arzt der „Privatheilanstalt für Augenkranke“ und ab 1854 als Präsident der neu gegründeten De-Leuw-Stiftung. 1854 erhielt er die „Verdienstmedaille für Rettung aus Gefahr“ für seine Rettung eines Ertrinkenden aus dem Badeteich an der zwei Kilometer nordöstlich von Gräfrath gelegenen Steinbeck einige Jahre zuvor unter Einsatz des eigenen Lebens. 1855 veröffentlichte er eine Zusammenfassung und Übersetzung eines niederländischen Artikels über ein neues blutstillendes Mittel („Penghawar Jambic“, Chines. Schatullenfarn, Cibotium barometz J. Sm.), wobei er außerdem Pulsdiagnose erwähnte. Nachdem Gräfrath 1856 Stadtrechte (gemäß der Rheinischen Städteverordnung vom 15. Mai 1856) erhalten hatte, war de Leuw Stadtverordneter, zuvor wahrscheinlich aber bereits Gemeinderath (gemäß der Rheinischen Gemeindeordnung vom 23. Juli 1845). Anfang Oktober 1857 baten ihn englische Patienten nachdrücklich, während der Wintermonate in England zu praktizieren, dem er aber wohl nicht nachkam, da er zuletzt „eine sehr große Praxis“ mit über 1800 Patienten während der letzten elf Monate gehabt haben soll.
Im Mai 1853 trat er den Freimaurern der Johannesloge Prinz von Preußen – Zu den drei Schwertern in Solingen bei, wo er am 21. Mai 1857 in den Meistergrad übernommen wurde.

## Heirat
Mit 32 Jahren heiratete er Caroline Rachel Hunnemann, Tochter des königlichen Amtsvogts und der Engländerin Rachel Wharton, und Lehrerin. Die Trauung fand in der Nähe von Hannover statt. Dem Wunsch von König und Vater, als verlängerter Arm des Vaters zur Behandlung des Königs nach Hannover zu ziehen, fügte er sich nicht, worauf dort Ende 1851 Dr. I. L. Weber eingestellt wurde. Caroline vermietete im gemeinsamen Wohnhaus Zimmer an englische Patienten. Kinder bekamen sie nicht. Sehr wahrscheinlich hatte er aber seit 1844 eine uneheliche Tochter namens Anna Maria Carolina mit der Gräfratherin Fanny Reiffen.

## Tod

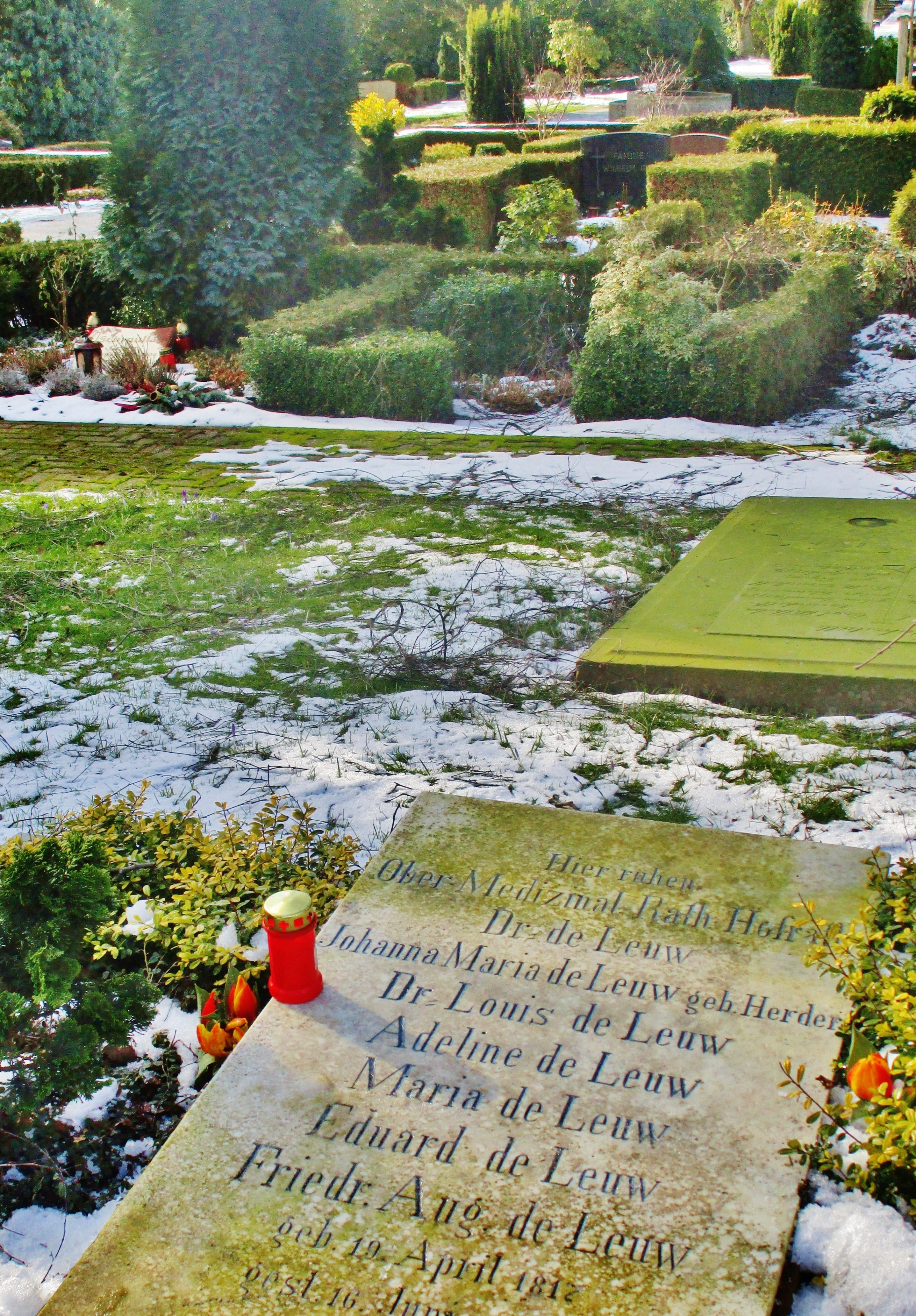
Grab De Leuw, Parkfriedhof Solingen-Gräfrath

de Leuw starb am 2. Juni 1858, morgens um zwei Uhr in Gräfrath. Der geschmückten und blumenbekränzten Bahre folgten neben der Mutter und Hunderten von Frauen und Kindern, Vater und Brüder, etwa 60 Vertreter der Knappschaft Hochdahl und viele Dorfbewohner und Gäste. – Seine Frau Caroline starb am 24. Februar 1898 in London und hinterließ einer Mary Eleanor Hunnemann £ 170.